# فرد رايت (دراج)
فرد رايت (بالإنجليزية: Fred Wright) هو دراج بريطاني، ولد في 13 يونيو 1999.

## وصلات خارجية
- فرد رايت على موقع الاتحاد الدولي للدراجات (الإنجليزية)
- فرد رايت على موقع أرشيف الدراجات (الإنجليزية)
- فرد رايت على موقع إحصائيات الدراجات الإحترافية (الإنجليزية)
- فرد رايت على موقع نسبة الدراجات (الإنجليزية)
- فرد رايت على موقع CycleBase (الإنجليزية)
- فرد رايت على موقع اللجنة الأولمبية الدولية (الإنجليزية)
- فرد رايت على موقع اللجنة الأولمبية البريطانية (الإنجليزية)
- فرد رايت على موقع اللجنة الأولمبية البريطانية (الإنجليزية)